# Alosa ala-roja
La alosa ala-roja (Mirafra hypermetra) és una espècie d'ocell de la família dels alàudids (Alaudidae)

## Hàbitat i distribució
Habita praderies a les terres baixes del centre i sud d'Etiòpia, Sudan del Sud, sud de Somàlia, Uganda, nord i est de Kenya i nord-est de Tanzània.